# Fonon
Fonon je kvazidelec, ki se uporablja v teoriji fiziki trdnih teles. S fononom lahko kvantiziramo oblike (moduse) nihanja kristalne mreže.
Fonon predstavlja kvant nihanja atomov kristala. Uvedli so ga kot matematični model v fiziki trdne snovi za raziskovanje toplotnih in električnih lastnosti snovi. V kristaliziranih snoveh atomi delujejo drug na drugega  zaradi mrežnih nihanj. Nihanja se običajno pojavljajo kot zvočna nihanja, kvanti tega nihanja pa se imenujejo fononi. Način nihanja (modus nihanja) lahko vedno obravnavamo kot superpozicijo osnovnih nihanj. V klasični mehaniki imajo nihanja lastnosti, ki so podobna širjenju valov po snovi. V kvantni mehaniki pa jih obravnavamo kot delce (kvazidelce). Spin fonona je enak 0 in tako spada v skupino bozonov in se podrejajo Bose-Einsteinovi statistiki. Fononi in njihova interakcija z elektroni igra pomembno vlogo v fiziki električne prevodnosti (superprevodnikov) in teoriji toplotne prevodnosti. Fononom ne moremo pripisati nekega položaja, nahajajo se v celotni kristalni mreži. 
Fonon je vpeljal ruski fizik Igor Jevgenjevič Tamm (1895 – 1971).
Beseda fonon izhaja iz grške besede φόνος, ki pomeni glas. 

## Vrste fononov
Znani sta dve vrsti fononov:
- akustični fononi
- optični fononi

### Akustični fononi
Akustični fononi so zvočni valovi, ki se nahajajo v kristalni mreži. Zanje je značilno, da vsi atomi osnovne celice nihajo v fazi. Zvočni valovi so običajno valovi z veliko valovno dolžino, če jo primerjamo s kristalno mrežo. Poznamo tudi longitudinalne in transverzalne akustične fonone. 

Hitrost širjenja fononov v kristalni mreži je enaka tudi hitrosti zvoka v kristalu.

### Optični fononi
Nastajajo v kristalnih mrežah, ki imajo v osnovni celici več kot en atom. Atomi osnovne celice ne nihajo v fazi. Vedno imajo najmanjšo frekvenco nihanja, tudi če imajo večjo valovno dolžino. Ime optični  izhaja iz tega, ker jih lahko vzbudi infrardeči valovi ali vidna svetloba. To ne pomeni, da so fononi optično aktivni. Optična aktivnost pomeni, da lahko fonon in foton lahko delujeta drug na drugega. Lahko se en fonon uniči in pri tem nastane foton ali obratno. To se lahko zgodi samo, če v kristalni mreži negativni in pozitivni ion nihata drug proti drugemu in s tem ustvarjata spremenljivi električni dipolni moment. Tudi optični fononi so lahko longitudinalni in transverzalni. 

## Dokaz
Optične fonone lahko dokažemo s pomočjo Ramanove in infrardeče spektroskopije.